# Michał Broszko
Michał Broszko (ur. 29 lutego 1880 w Przemyślanach, dawne woj. lwowskie, zm. 8 listopada 1954 w Gdańsku) – nauczyciel, inżynier elektryk, hydromechanik, twórca teorii ruchu burzliwego cieczy rzeczywistych, profesor zwyczajny Politechniki Warszawskiej i Politechniki Gdańskiej, członek tytularny Polskiej Akademii Umiejętności i Polskiej Akademii Nauk.

## Działalność zawodowa, dydaktyczna i organizacyjna
W 1899 roku został absolwentem V Gimnazjum Państwowego we Lwowie. W latach 1899–1901 studiował na Oddziale Elektrotechnicznym Wydziału Mechanicznego Politechniki Lwowskiej, we wrześniu 1901 roku przeniósł się na Wydział Mechaniczny Technische Universität w Monachium, w 1905 roku uzyskał dyplom inżyniera elektryka. Od 1 października 1905 do 1 października 1907 roku pracował na Politechnice Lwowskiej, następnie jako inżynier projektant w firmie „Sokolnicki i Wiśniewski” we Lwowie, w latach 1908–1909 pracował jako konstruktor turbin wodnych fabryki maszyn Briegleb-Hansen & Co w Gocie, w latach 1909–1910 był asystentem w Technische Hochschule w Brunszwiku, w latach 1910–1911 został konstruktorem w oddziale budowy turbin wodnych fabryki Construcciones Mecanicas y Electricas w Barcelonie, skąd przeniósł się do fabryki maszyn G. Luther AG w Brunszwiku. W latach 1912–1918 pełnił funkcję dyrektora Elektrowni Miejskiej w Przemyślu. W latach 1918–1921 zajmował się projektowaniem turbin Francisa i Kaplana w Austrii i we własnym biurze technicznym we Lwowie. W latach 1921–1922 był nauczycielem mechaniki w Państwowej Szkole Budowy Maszyn w Grudziądzu.
15 lutego 1922 roku został mianowany profesorem nadzwyczajnym. W latach 1922–1939 pracował na Politechnice Warszawskiej, w latach 1926–1928 był dziekanem, w 1934–1936 kierownikiem Katedry Części Maszyn, a w latach 1926–1939 kierował Katedrą Mechaniki II na Wydziale Mechanicznym. 5 marca 1930 roku otrzymał tytuł profesora zwyczajnego. W 1923 został członkiem korespondentem Akademii Nauk Technicznych, a od 1932 roku członkiem rzeczywistym, w latach 1930–1950 był członkiem tytularnym Polskiej Akademii Umiejętności. W pracy naukowej koncentrował się na hydromechanice, budowie turbin wodnych, wytrzymałości materiałów na ściskanie i wyginanie. Opracował m.in. teorię wyboczenia prętów ściskanych osiowo, rozwiązał równanie Reynoldsa. Był autorem ekspertyz i zaprojektował wiele siłowni wodnych. Podczas II wojny światowej, w latach 1942–1944, nauczał w ramach tajnej Politechniki Warszawskiej w Państwowej Wyższej Szkole Technicznej, podczas powstania warszawskiego utracił rękopisy własnych prac i został wysiedlony do obozu przejściowego w Pruszkowie. Od października 1944 roku mieszkał w Krakowie. Od lutego do września 1945 roku sprawował stanowisko profesora zwyczajnego Politechniki Śląskiej z siedzibą w Krakowie. We wrześniu 1945 roku na prośbę rektora Politechniki Gdańskiej prof. Stanisława Łukasiewicza przeniósł się do Gdańska. Od 1 października 1945 roku pracował na stanowisku profesora zwyczajnego i był kierownikiem Katedry Hydromechaniki i Budowy Turbin Wodnych na Wydziale Mechanicznym. Na uczelni zaprojektował turbinowe stanowisko badawcze, stworzył w 1950 roku pierwsze w Polsce laboratorium hydromechaniki i turbin wodnych. W 1952 roku rozpoczął prace nad metodą projektowania wirników turbin śmigłowych. Od kwietnia 1952 roku był członkiem tytularnym Polskiej Akademii Nauk, należał do Komitetu Gospodarki Wodnej. 12 listopada 1953 Centralna Komisja Kwalifikacyjna dla pracowników Nauki przyznała mu stopień doktora nauk technicznych. W latach 1930–1950 był członkiem Warszawskiego Towarzystwa Naukowego. W latach 1945–1954 należał do Związku Nauczycielstwa Polskiego. W latach 1951–1953 pełnił funkcję przewodniczącego oddziału gdańskiego Polskiego Towarzystwa Matematycznego.

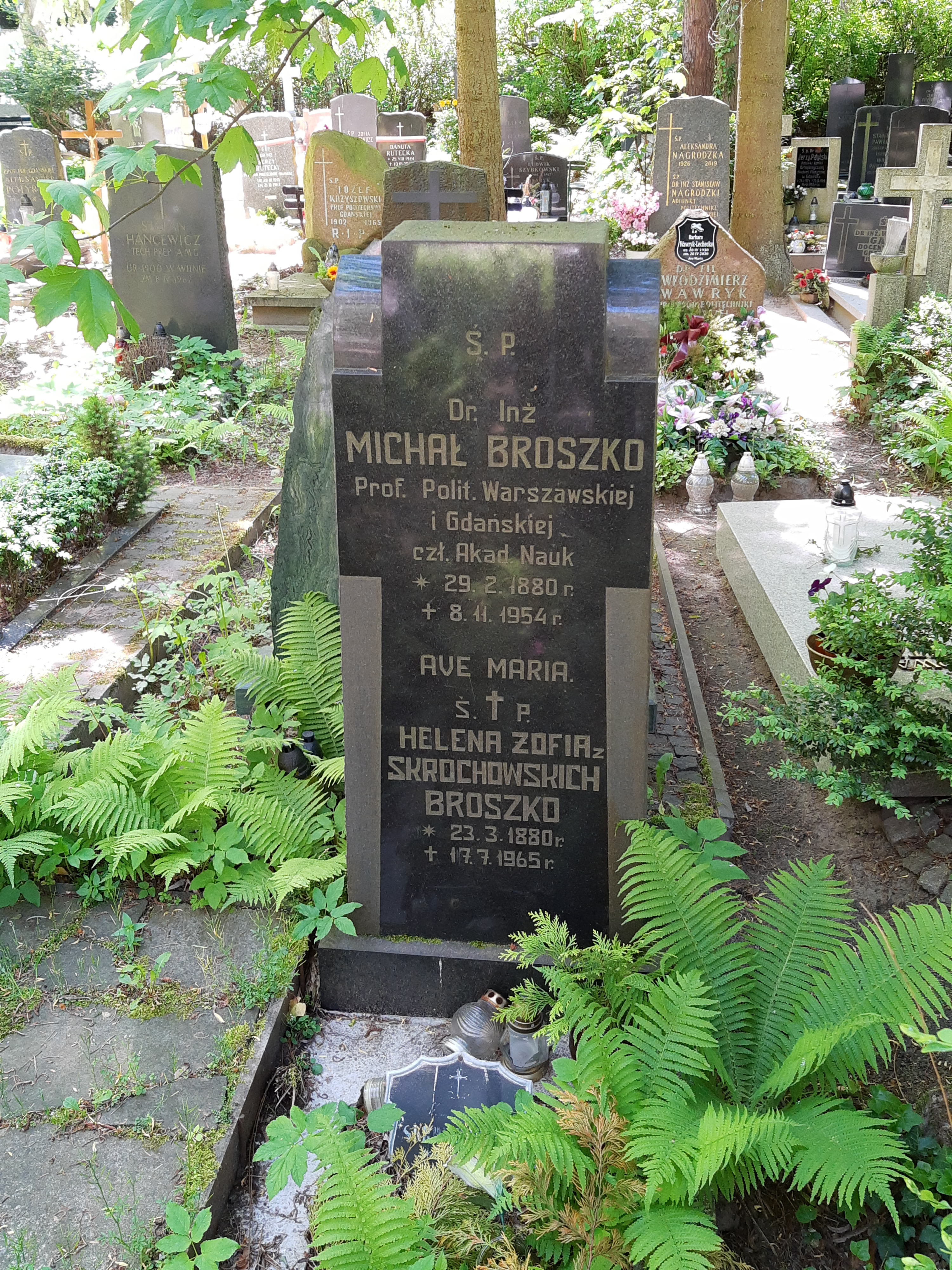
Grób prof. Michała Broszki na cmentarzu Srebrzysko

Pochowany został na Cmentarzu Srebrzysko w Gdańsku (rejon IX, kwatera profesorów).

## Publikacje
- Hydromechanika,wyd. Politechniki Warszawskiej, Warszawa 1922
- Hydromechanika, Łódź 1947
- Podstawy hydromechaniki racjonalnej, Warszawa 1948
- Turbiny wodne, w: Mechanik-Poradnik Techniczny, t. 4, s. 1-87, Warszawa 1948
- Hydromechanika. Cz. 1. Zarys hydromechaniki racjonalnej. Warszawa 1953

## Odznaczenia
- Krzyż Oficerski Orderu Odrodzenia Polski (1952, za zasługi położone w pracy naukowej i dydaktyczno-wychowawczej)[3]
- Państwowa nagroda naukowa I stopnia za osiągnięcia naukowe w dziedzinie hydromechaniki teoretycznej (1951)